# Iveco Massif
El Iveco Massif o Iveco Campagnola es un automóvil todoterreno que se comercializó desde 2007 por la empresa automovilística italiana Iveco y se fabricaba en la factoría Santana de Linares, provincia de Jaén, España.
Se trata de un derivado del Santana Aníbal. El Aníbal a su vez, es una versión mejorada del Santana 2500 fabricado en la factoría linarense en los años 80 y 90. El mismo Santana 2500 era una versión de los clásicos Land Rover, vehículos que bajo licencia de la marca británica, se fabricaron en Linares desde 1959 hasta 1983, fecha en la que finalizó el acuerdo entre ambas compañías.
La producción del Massif terminó en el año 2011, tras el cierre de la fábrica de Santana.

## Características técnicas
Pesos
- P.M.A: 3050 kg
  - Sobre Eje 1: 1072 kg
  - Sobre Eje 2: 2150 kg
- Peso en orden de marcha: 2140 kg
  - Sobre eje 1: 980 kg
  - Sobre eje 2: 1160 kg
- Carga máxima: 1000 kg
- Peso máximo remolcable:
  - Sin freno auxiliar: 750 kg
  - Con freno auxiliar: 3000 kg
- Asientos 5/7

Transmisión y tracción total
- Tipo de la caja de velocidades: ZF-85-31, manual de 5 vel, + marcha atrás
- Tipo de la caja de transferencia: de doble reducción.
- Posibilidades: 4x2/4x4

Frenos
- Delantero de disco ventilado con un radio efectivo de 123,8.
- Trasero de disco con un radio de 125.

Motor
- Marca: Iveco
- Tipo: F1C
- Inyección: directa, common-rail
- Nº de cilindros: 4
- Cilindrada 3,0 L
- Performance:

-146CV de potencia con 350 Nm de par con turbo de geometría fija
-176CV de potencia con 400 Nm de par con turbocompresor de geometría variable
Ambos propulsores tienen 4 válvulas por cilindro y doble árbol de levas en cabeza.
El par máximo está disponible a partir de 1.500 revoluciones (1.250 revoluciones para el de 176CV) con una curva plana prácticamente a lo largo de todo el suministro. Esto se traduce en una respuesta rápida incluso a regímenes bajos, menor estrés para el propulsor y una mayor duración de los componentes.
- Aspiración: turbocompresor e intercooler.
- Combustible: diésel

Otros
- Neumáticos: 235/85 R16
- Capacidad del depósito de combustible: 100 L
- Dirección: asistida hidráulicamente
- Suspensión: de ballestas y 4 amortiguadores de doble efecto